# Leptura yakushimana
Leptura yakushimana es una especie de escarabajo longicornio del género Leptura, categorizada en la tribu Lepturini, de la subfamilia Lepturinae. Fue descrita por Tamanuki en 1943.

## Descripción
Mide 13-17 mm de longitud.

## Distribución
Se distribuye por Japón.